# Félix của Luxembourg
Đại Công tử Félix Léopold Marie Guillaume của Luxembourg (sinh ngày 03 tháng 06 năm 1984) là con trai thứ hai của Đại công tước Henri và Nữ Đại Công tước Maria Teresa. Ông hiện xếp vị trí thứ hai trong dòng kế vị ngôi Đại công tước Luxembourg.

## Cuộc sống và giáo dục buổi đầu
Hoàng tử Félix Léopold Marie Guillaume của Luxembourg được sinh ra 03 tháng 06 năm 1984 tại Bệnh viện phụ sản Nữ Đại Công tước Charlotte tại Luxembourg. Ông là thứ hai trong năm người con của Đại công tước Henri và Nữ Đại Công tước Maria Teresa: Đại Công tước Guillaume, Đại Công tử Louis, công chúa Alexandra và Đại Công tử Sébastien. Cha mẹ đỡ đầu của ông là Đại công tử Jean của Luxembourg và Catalina Mestre. Ông được đặt tên theo tên ông cố của mình, Hoàng tử Felix của Bourbon-Parma.

## Liên kết
- Official website